# Kevin Bryce
Pour les articles homonymes, voir Bryce.
Pas d'image ? Cliquez ici

a Compétitions nationales et continentales officielles uniquement.

b Matchs officiels uniquement.
Dernière mise à jour le 8 avril 2019.
Kevin Bryce, né le 7 septembre 1988 à Alloa, est un international écossais de rugby à XV. Il évolue au poste de talonneur, de pilier.

## Carrière
Kevin Bryce signe un contrat d'un an avec l'équipe des Glasgow Warriors comme joker médical en février 2013. Il fait ses débuts en Pro12 le 23 février 2014 contre les Newport Gwent Dragons. En 2014, il prolonge son engagement avec Glasgow de deux années supplémentaires jusqu'en 2016.
Il connait sa première sélection en équipe d'Écosse l'été 2014 contre le Canada, il dispute deux rencontres internationales.
Le 2 juin 2015, le sélectionneur Vern Cotter annonce une liste de 46 joueurs pour la préparation de la Coupe du monde 2015 où il figure. L'équipe des 31 joueurs sélectionnés pour la Coupe du monde est annoncée le mardi 1er septembre et il n'est pas retenu. Kevin Bryce est ensuite appelé pour pallier le forfait sur blessure de Stuart McInally.
À partir de l'été 2016, il rejoint l'autre province écossaise d'Édimbourg Rugby pour une durée de deux ans.
En 2018, il est envoyé en prêt au sein du club de deuxième division anglaise de Yorkshire Carnegie, puis il fait son retour chez les Glasgow Warriors lors de l'été de la même année pour un contrat d'une saison.

## Statistiques en équipe nationale
- 3 sélections (3 fois remplaçant)
- Sélections par année : 2 en 2014, 1 en 2015

En Coupe du monde : 
- 2015 : 1 sélection (États-Unis)